# پایگاه آب‌نشین هالیس
پایگاه آب‌نشین هالیس (به انگلیسی: Hollis Seaplane Base) یک فرودگاه همگانی بهره‌برداری هوایی (۲۰۰۶) با کد یاتا HYL است که یک باند فرود آب دارد و طول باند آن ۱۸۲۹ متر است. این فرودگاه در شهر هولیس، آلاسکا کشور ایالات متحده آمریکا قرار دارد و در ارتفاع ۰ متری از سطح دریا واقع شده‌است.